# Elsa González
Elsa González Díaz de Ponga (Madrid, 6 de septiembre de 1954) es una periodista española. Fue la presidenta de la Federación de Asociaciones de Periodistas de España desde abril de 2010 hasta abril de 2018. Desde marzo de 2018 es miembro del Consejo de Administración de Telemadrid. Miembro del jurado de los Premios Princesa de Asturias de Comunicación y Humanidades. 

## Biografía
Elsa González se licenció en Periodismo en 1978 en la Universidad Complutense de Madrid y se doctoró en la Universidad CEU San Pablo en 2001, donde ha sido posteriormente profesora impartiendo formación radiofónica.
Entre 1976 y 1980 colaboró en las revistas Sábado Gráfico, Dunia y Travel Press. En 1977 inició su trayectoria radiofónica en la Cadena Ser (1977-1980) como redactora del programa Hora 25 y coordinadora del Informativo de las 8. En 1981 se incorporó a la Cadena Cope donde ha desarrollado gran parte de su carrera profesional: dirigió y presentó el Informativo Noche, ocupó la jefatura de varias secciones y, como redactora jefe de Sociedad y Cultura, fue responsable de la información de Casa Real (1992 - 2014).
En televisión ha sido colaboradora en diversos programas, entre ellos A tu lado (2002-2005), en Telecinco, La Mañana (2007-2008) y El debate de La 1 (2012-2013) en TVE.
En 2010 fue elegida presidenta de la Federación de Asociaciones de Periodistas de España sustituyendo a Magis Iglesias (septiembre de 2008-mayo de 2010), la primera mujer que presidió esta institución creada en 1922. En 2014 fue coautora del libro Yo abdico, en el que como experta en Casa Real analiza la abdicación de Juan Carlos I.
En marzo de 2018 fue elegida miembro del consejo de administración de Telemadrid, en sustitución de Mari Pau Domínguez, a propuesta del grupo parlamentario Ciudadanos en la Asamblea de Madrid.
Desde 2020, es miembro de la Junta Directiva de la Federación Española de Mujeres Directivas, Ejecutivas, Profesionales y Empresarias (FEDEPE). 
Miembro del jurado de los premios Princesa de Asturias de Comunicación y Humanidades desde el año 2018.
En 2022 publica el libro "COPE. La Radio de las Estrellas" con la editorial Almuzara libros. Presentan el libro los periodistas Carlos Herrera y Luis del Olmo, y el secretario general de la Conferencia Episcopal, Luis Argüello.

## Premios y reconocimientos
- Premio del Club Internacional de Prensa a la mejor labor radiofónica (2004).[17]
- Premio Talento Comunicativo de Periodismo que otorga la Facultad de Ciencias de la Información de la Universidad Complutense de Madrid (2016)[18]
- Premio !Bravo! Especial concedido por la Conferencia Episcopal (2018).